# Parque de Valdecorvos
El parque de Valdecorvos  es un parque público situado en el barrio de Valdecorvos, al este de la ciudad española de Pontevedra. 

## Historia
El parque de Valdecorvos es un gran espacio verde que ya estaba previsto en el Plan General de Ordenación Urbana (PGOU) del año 1990.
Con la urbanización del barrio de Valdecorvos en 2008, se empezó a acondicionar la zona verde prevista para un gran parque en el barrio y con el fin de las obras de urbanización del mismo, el 9 de junio de 2010 los pontevedreses pudieron comenzar a disfrutar de una parte de ese parque en el entorno del arroyo Valdecorvos, a falta de expropiar el resto de terrenos previstos.
El punto de entrada del arroyo Valdecorvos en el barrio era anteriormente un bosquete muy denso donde crecían cañas, acacias, mimosas y eucaliptos, que fueron eliminados para potenciar el crecimiento de las especies autóctonas ya existentes.
En 2022 se realizaron importantes obras de mejora en el parque. Se llevó a cabo una rehabilitación integral de las diferentes sendas, se arreglaron el puente de madera sobre el arroyo Valdecorvos y las pasarelas y las escaleras de madera y se mejoró la pavimentación de los itinerarios peatonales con hormigón y jabre enriquecido de cemento de color ocre. En la zona del robledal, se incorporó mobiliario urbano a un espacio que ya conformaba un mirador natural hacia la ciudad para convertirlo en área de descanso y referencia dentro del parque.

## Descripción
El parque de Valdecorvos tiene más de 6 hectáreas de extensión que lo convierten en el parque de mayores dimensiones de la zona este de la ciudad. Es un parque de carácter natural que se articula en torno a la vaguada que forma el arroyo Valdecorvos.
El parque dispone de una red de senderos, bancos, un puente de madera que cruza el arroyo Valdecorvos, escaleras de madera que comunican el parque con la calle Prado Novo y una pasarela de madera elevada que discurre sobre pilotes y conecta el parque con el este del barrio y la zona de O Costado.